# Preanimismo
Le teorie dell'evoluzionismo antropologico definiscono il preanimismo come l'insieme delle forme religiose precedenti all'animismo; in particolare si tratterebbe di una forma arcaica e primitiva di religiosità che non personalizza le forze soprannaturali, ma le concepisce come energie immanenti e astratte (vedi "Mana") che possono essere sollecitate con oggetti magici.